# Brachygluta mormon
Brachygluta mormon är en skalbaggsart som beskrevs av Thomas E. Bowman III 1934. Brachygluta mormon ingår i släktet Brachygluta och familjen kortvingar. Inga underarter finns listade i Catalogue of Life.